# Lake Rototoa
Der Lake Rototoa, ursprünglich Lake Ototoa genannt und am 25. Juli 2013 mit dem neuen Namen versehen, ist ein See in der nördlichen Region des Auckland Council auf der Nordinsel von Neuseeland.

## Geographie
Der Lake Rototoa ist ein warmer monomiktischer See und befindet sich auf der Te Korowai-o-Te-Tonga Peninsula, zwischen dem Naturhafen Kaipara Harbour auf der östlichen Seite, rund 3,4 km entfernt und der Tasmansee auf der westlichen Seite, rund 3 km entfernt. Helensville, als am nächstenliegende Stadt, liegt rund 26 km in südsüdöstliche Richtung. Der auf einer Höhe von 78 m angesiedelte und bis zu 26 m tiefe See erstreckt sich über eine Länge von rund 2,35 km in Nord-Süd-Richtung und misst an seiner breitesten Stelle rund 840 m in Ost-West-Richtung. Dabei dehnt sich der See über eine Gesamtfläche von 1,623 km² aus.
Das Fassungsvermögen des Lake Rototoa wurde im Untersuchungszeitraum von März 1969 bis März 1970 mit 19,951 Millionen m³ ermittelt. Der See wird offenbar durch Sickerwasser gespeist und besitzt nur wenige kleinere saisonale Zuläufe, aber keinen Ablauf.